# توماس وبستر
توماس وبستر (انگلیسی: Thomas Webster; ۲۵ دسامبر ۱۹۰۹ – ۳۱ ژانویهٔ ۱۹۸۱) قایقران قایق بادبانی اهل ایالات متحده آمریکا بود.